# Fungiidae
Fungiidae hay san hô nấm là một họ san hô thuộc bộ San hô cứng (Scleractinia). Họ này bao gồm mười ba chi còn tồn tại. Các loài thuộc họ này không có tầm quan trọng về mặt thương mại nhưng con người khai thác chúng để đưa vào hồ cá cảnh.

## Đặc điểm
Nhìn chung họ Fungiidae gồm các động vật đơn độc có khả năng vận động ở vùng đáy biển. Loại san hô này thường trông có vẻ như bị tẩy trắng (bạc màu) hay đã chết. Ở đa số các chi, một polyp vươn ra khỏi bộ xương san hô để kiếm ăn vào ban đêm. Đa số các loài hoàn toàn rời khỏi vào chất nền vào tuổi trưởng thành. Một số không di động được và sống thành tập đoàn. Họ san hô này có khả năng thay đổi giới tính.

## Các chi
- Ctenactis
- Cantharellus
- Cycloseris
- Diaseris
- Fungia
- Halomitra
- Heliofungia
- Herpolita
- Lithophyllon
- Podabacia
- Polyphyllia
- Sandalolitha
- Zoopilus

### Các loài nổi bật
- Heliofungia actiniformis có thể dễ bị nhầm là actiniaria do người ta vẫn có thể nhìn thấy các xúc tu của chúng vào ban ngày.[4]
- Một số loài trong chi Fungia hội sinh với cá Siokunichthys nigrolineatus thuộc Họ Cá chìa vôi.[7]
- Vài loài có hình dáng thon dài và trông giống với hải sâm (Stichopodidae).
- Vài loài (Fungia scruposa) còn ăn cả sứa.[8]

## Hình ảnh

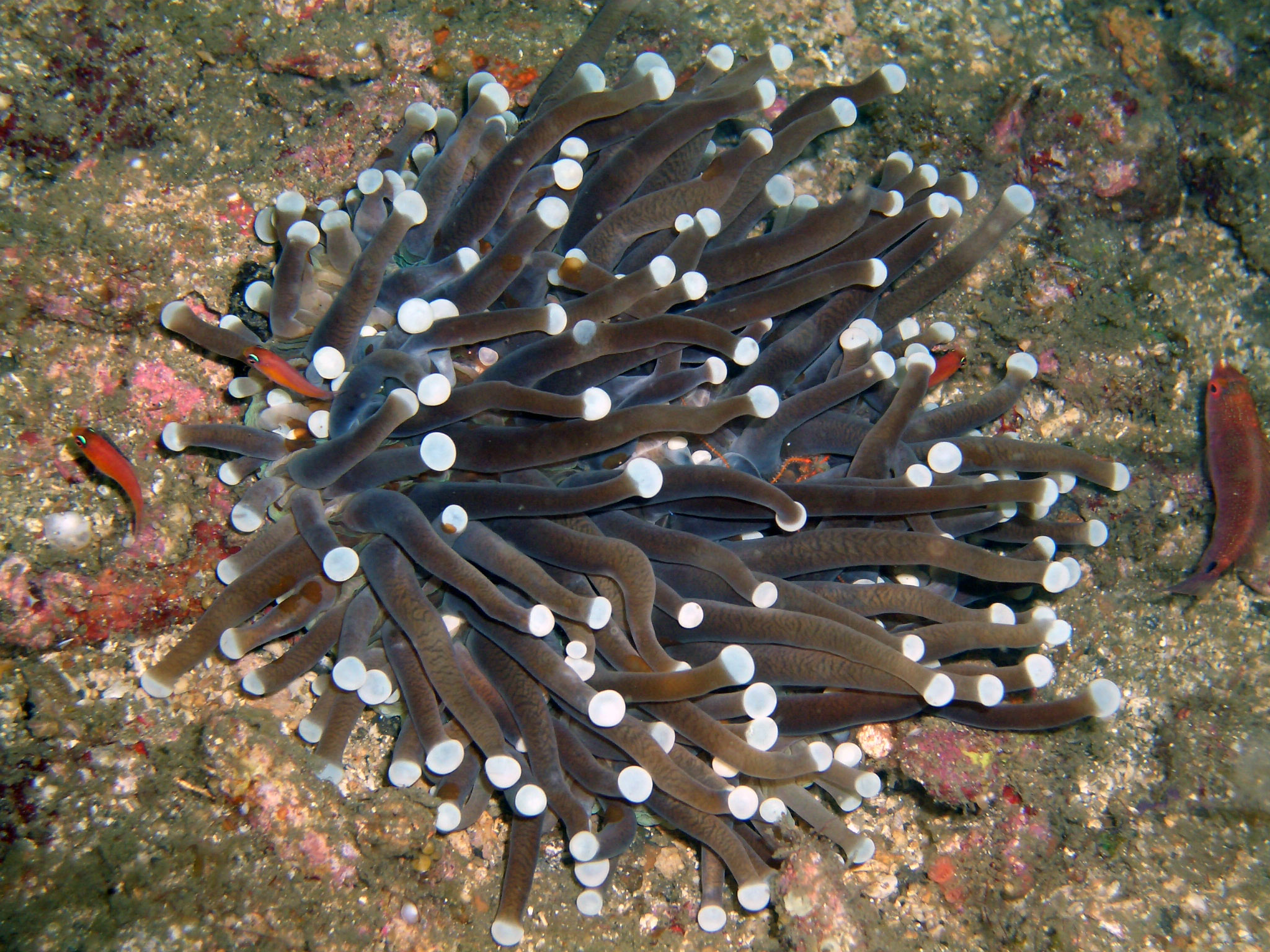
Heliofungia actiniformis trông giống như actiniaria.
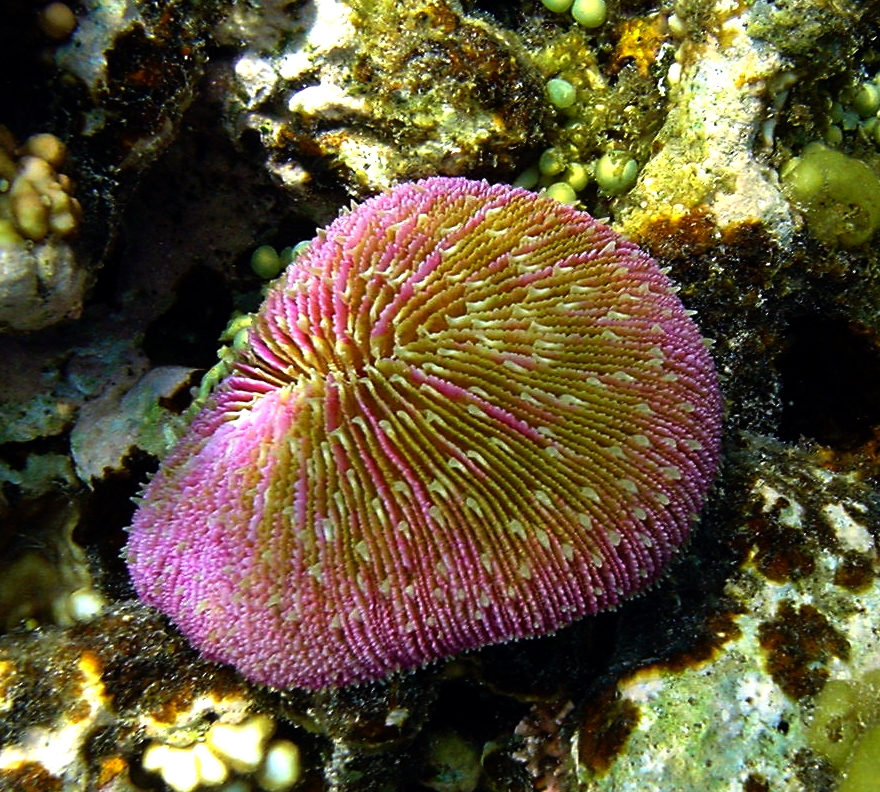
Một loài thuộc chi Fungia ở Papua New Guinea.
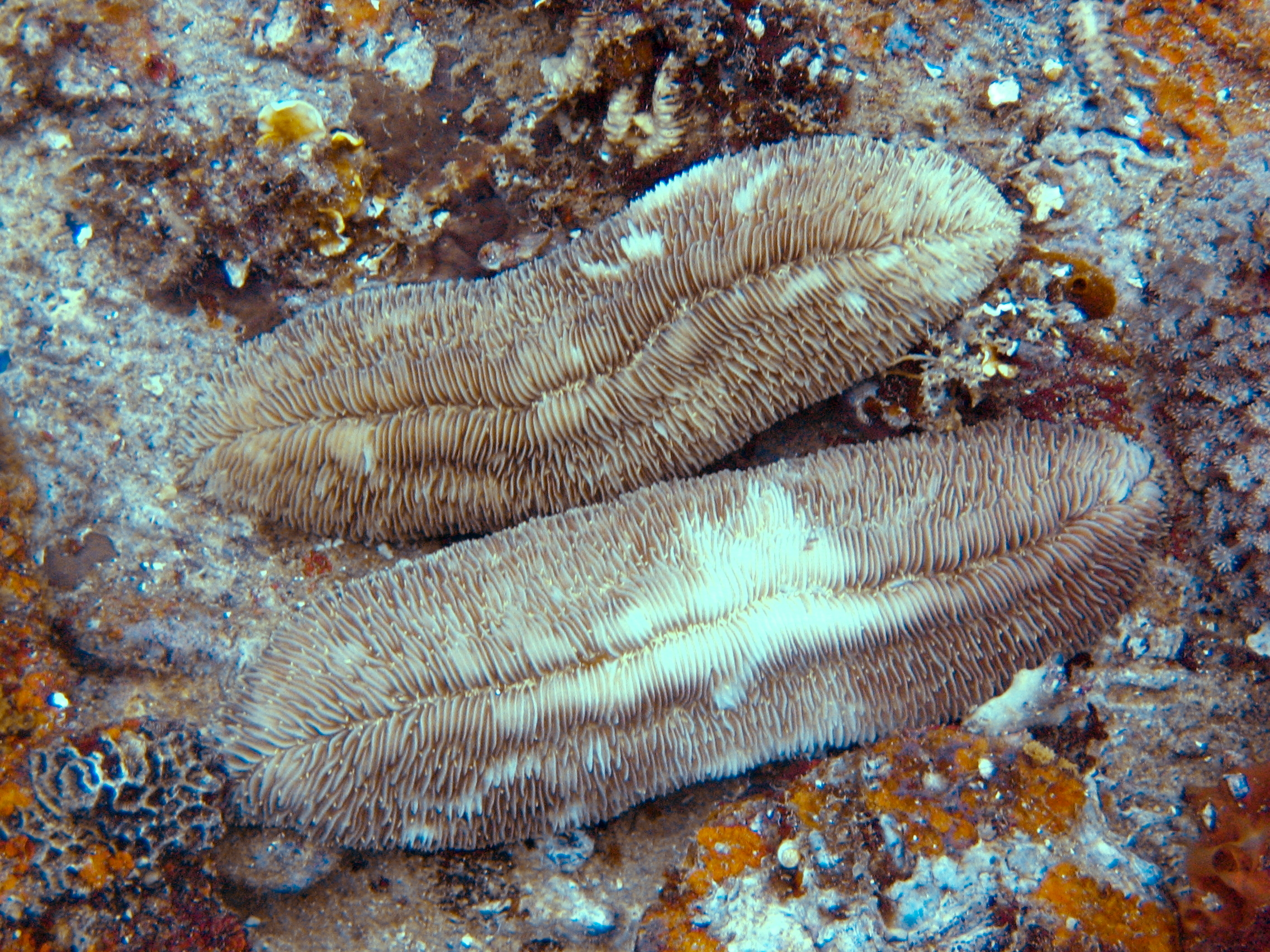
Herpolitha limax ở Micronesia trông như bị tẩy trắng và giống một con hải sâm.
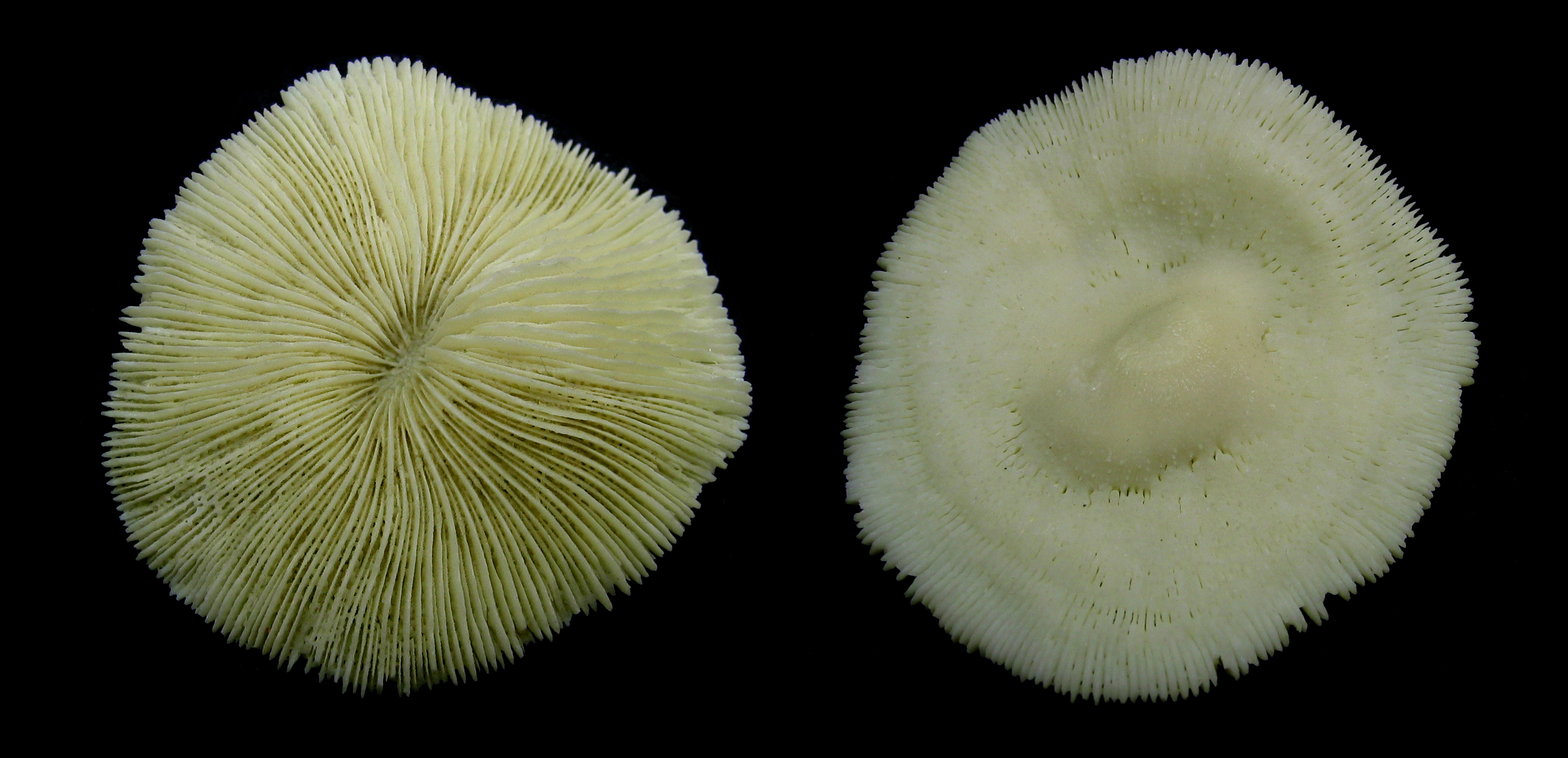
Một loài thuộc chi Fungia.